# Tuffi ai Giochi della XXIX Olimpiade - Piattaforma 10 metri sincro femminile
Il concorso dei tuffi dalla piattaforma 10 metri sincro femminile si è svolto il 12 agosto 2008 presso il Centro Acquatico Nazionale di Pechino. Alle gare hanno partecipato otto coppie di tuffatrici provenienti da otto nazioni differenti.
La medaglia d'oro è stata vinta dalla coppia cinese composta da Xin Wange Ruolin Chen, che ha preceduto le australiane Briony Cole e Melissa Wu, argento, e le messicane Paola Espinosa e Tatiana Ortiz, bronzo.

## Risultati
| Pos.    | Nazione        | Tuffatrici                          | T1    | T2    | T3    | T4    | T5    | Tot.   |
| ------- | -------------- | ----------------------------------- | ----- | ----- | ----- | ----- | ----- | ------ |
| Oro     | Cina           | Xin Wang Ruolin Chen                | 55,80 | 55,20 | 79,20 | 82,56 | 90,78 | 363,54 |
| Argento | Australia      | Briony Cole Melissa Wu              | 51,00 | 53,40 | 72,00 | 71,04 | 87,72 | 335,16 |
| Bronzo  | Messico        | Paola Espinosa Tatiana Ortiz        | 46,80 | 48,60 | 77,76 | 73,26 | 83,64 | 330,06 |
| 4       | Germania       | Stefanie Anthes Nora Subschinski    | 50,40 | 49,80 | 69,12 | 60,39 | 80,58 | 310,29 |
| 5       | Stati Uniti    | Mary Beth Dunnichay Haley Ishimatsu | 51,00 | 51,00 | 60,30 | 66,24 | 80,58 | 309,12 |
| 6       | Corea del Nord | Choe Kum Hui Kim Un-hyang           | 53,40 | 51,60 | 61,20 | 63,36 | 78,54 | 308,10 |
| 7       | Canada         | Meaghan Benfeito Roseline Filion    | 51,00 | 51,60 | 67,50 | 62,37 | 73,44 | 305,91 |
| 8       | Gran Bretagna  | Tonia Couch Stacie Powell           | 51,00 | 48,60 | 66,60 | 63,84 | 73,44 | 303,48 |